# Lopha marshii
Actinostreon marshi, Lopha (Actinostreon) marshii, Ostrea marshi, Ostrea marshii
Espèce
Lopha marshii est une espèce éteinte de mollusques bivalves de la famille des ostréidés (huîtres vraies).
Elle a vécu au cours du Jurassique moyen, au Bajocien, il y a environ 170 Ma (millions d'années).